# Седьмой Сольвеевский конгресс
Седьмой Сольвеевский конгресс 1933 «Структура и свойства атомного ядра», председатель Поль Ланжевен.
- Эксперименты Кокрофта и Уолтона по получению быстрых α-частиц бомбардировкой ядер лития протонами впервые дали прямое подтверждение эйнштейновской формулы для общего соотношения между энергией и массой.
- Резерфорд и Олифант только что получили данные о бомбардировке лития протонами и дейтронами и доказали существование неизвестных до того времени изотопов водорода и гелия с атомными массами 3.
- Чедвик открыл нейтрон.
- Фредерик Жолио и Ирен Кюри открыли искусственную радиоактивность.

фотография 

Первый ряд (слева направо): Эрвин Шрёдингер, Ирен Жолио-Кюри, Нильс Бор, Абрам Иоффе, Мария Кюри, Поль Ланжевен, Оуэн Ричардсон, Эрнест Резерфорд, Теофил де Донде, Морис де Бройль, Луи де Бройль, Лиза Мейтнер, Джеймс Чедвик 

Второй ряд (слева направо): E. Henriot, F. Perrin, Фредерик Жолио-Кюри, Карл Гейзенберг, Генрик Антуан Крамерс, E. Stahel, Энрико Ферми, Томас Уолтон, Поль Дирак, Петер Дебай, Невилл Мотт, B. Cabrera, Георгий Гамов, Вальтер Боте, Патрик Блэкетт, M.S. Rosenblum, J. Errera, Ed. Bauer, Вольфганг Паули, J.E. Verschaffelt, M. Cosyns, E. Herzen, Джон Кокрофт, C.D. Ellis, Рудольф Пайерлс, Огюст Пикар, Эрнест О. Лоуренс, Leon Rosenfeld.